# Bacillus anthracis

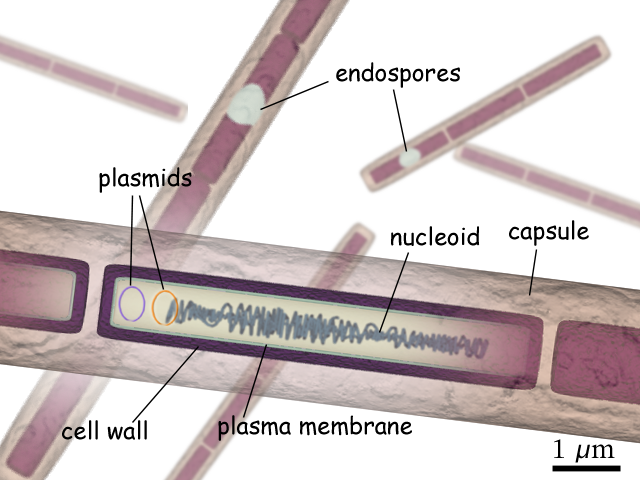
Structura Bacilului anthracis.

Bacilus anthracis, cunoscut sub denumire de bacilul antraxului sau bacilul cărbunos este factorul patogen ce determină antraxul. Aparține genului Bacillus, fiind o bacterie gram pozitivă.

## Istoric
Primul care semnalează bacilul ca principal factor al antraxului este bacteriologul Robert Koch, în anul 1877. Denumirea de anthracis provine din grecescul anthrakis (ἄνθραξ), cărbune, care se referă la o leziune des întâlnită antraxul cutanat (pielea afectată este de culoare neagră, cu aspect de cărbune).

## Virulență
În condiții vitrege sau de secetă bacilul produce endospori, care pot rămâne îngropați în sol mulți ani. Atunci când animalele (oi, vite sau alte rumegătoare) pasc pe solul respectiv, sporii ajung în interiorul organismului animal, unde se înmulțesc, putând provoca chiar moartea acestuia, iar înmulțirea poate continua și pe animalul mort. Odată nutrienții epuizați, sporii ajung din nou la nivelul solului unde ciclul se reia. Bacilul antrax are 89 lanțuri proteice cunoscute, unele (de tipul Ames sau Vollum) fiind utilizate în bioterorism, iar altele (Sterne) pot fi utilizate pentru inoculare. Fiecare lanț are grad diferit de virulență și de producere a toxinelor, acestea fiind imprimate de variabilitatea genelor care le codează. Virulența este dată de 2 plasmide: plasmida pXO1 (182 kb) și plasmida pXO2 (95 kb), ambele fiind răspunzătoare pentru virulență. Plasmida pXO1 conține genele lef, cya, and pag, ce codează toxinele factorului letal, factorului edematos și a factorului protector. Plasmida pXO2 conține genele capA, capB și capC, necesare pentru formarea capsulei.